# Telenas
Telenas  fue una antigua ciudad del Lacio conquistada por el rey Anco Marcio.

## Origen
Según Dionisio de Halicarnaso fue una de las ciudades fundadas por los aborígenes poco después de su asentamiento en el Lacio, lo que prueba que se consideraba un lugar de gran antigüedad. Tito Livio la incluye entre las ciudades de los Prisci Latini, mientras que Diodoro Sículo la considera una de las colonias de Alba Longa.

## Historia
Fue atacada y tomada por Anco Marcio que deportó a sus habitantes, con los de Politorium y Ficana, a Roma, donde los asentó en la colina del Aventino. Telenas, en cambio, no parece haber seguido el mismo destino que las otras dos ciudades —reducidas a la insignificancia—, sino que se la menciona en el año 493 a. C. entre las ciudades que formaban la Liga Latina. Aunque esta es la última mención que se tiene de ella en las fuentes clásicas, tanto Dionisio como Estrabón parecen referirse a ella como si todavía existiese en sus días. Sin embargo, es posible que, al igual que Antemnas y Colacia, hubiese caído en decadencia pues Plinio el Viejo la menciona entre las ciudades del Lacio que ya no existían en su época.

## Ubicación
El hecho de que estuviese habitada hasta época augústea, llevó a Antonio Nibby en 1837 a identificar las ruinas de una antigua ciudad, cercana a Bovilas, a unos quince kilómetros de Roma en la vía Apia como las de Telenas. Los restos de una villa romana de época julio-claudia contribuyó a dicha identificación.